# Los libros que nos unen

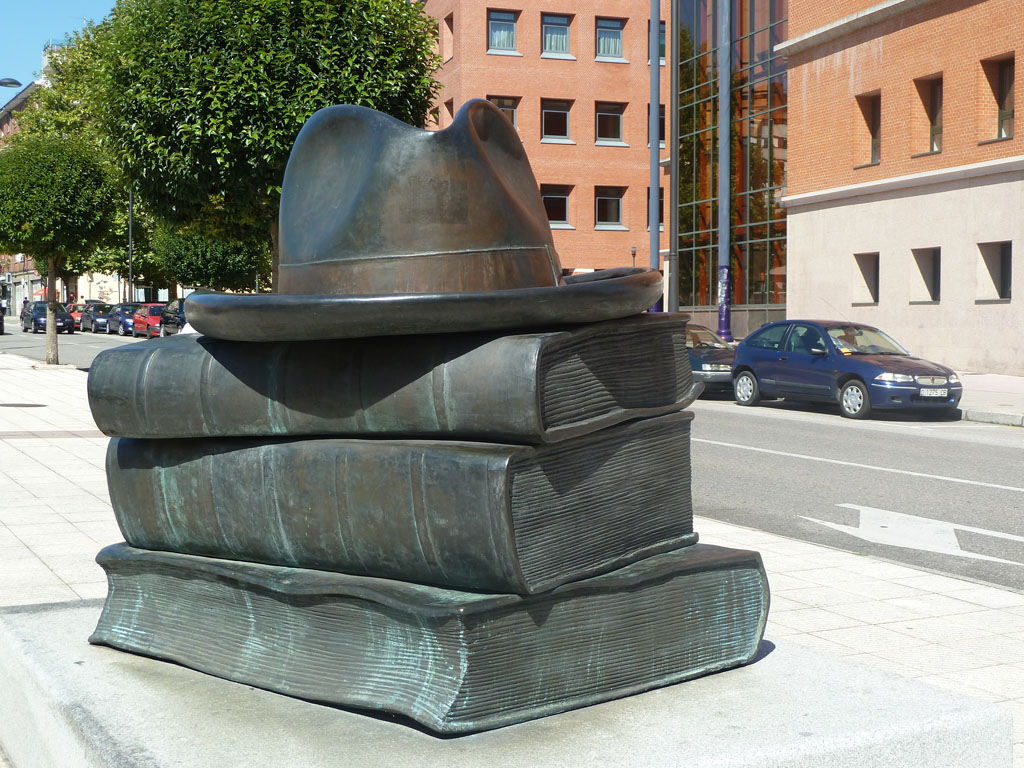
Los libros que nos unen.

La escultura urbana conocida como Los libros que nos unen, ubicada en la calle Emilio Alarcos Llorach, en el campus de El Milán de la Universidad, en la ciudad de Oviedo, Principado de Asturias, España, es una de las más de un centenar que adornan las calles de la mencionada ciudad española.
El paisaje urbano de esta ciudad se ve adornado por obras escultóricas, generalmente monumentos conmemorativos dedicados a personajes de especial relevancia en un primer momento, y más puramente artísticas desde finales del siglo XX.
La escultura, hecha en bronce, es obra de Eduardo Úrculo, y está datada su instalación el 18 de mayo de 1999. Se trata de un homenaje a Emilio Alarcos Llorach (Salamanca, 22 de abril de 1922 - Oviedo, 26 de enero de 1998), filólogo español, catedrático emérito de la Universidad de Oviedo y miembro de la Real Academia Española y de la Academia de la Lengua Asturiana.
La escultura está sobre una pequeña plataforma, pese a que en un primer momento debía instalarse, por indicación del propio Úrculo, sobre una gran base de piedra, de 30 metros, lo cual encajaba con la idea de que esta base constituyera un lugar de descanso para los viandantes, de manera que conformara un auténtico lugar de reunión, integrándose en el ambiente universitario y fuera un lugar de encuentro. La obra está localizada en la esquina de la plaza existente sobre un aparcamiento subterráneo y frente a la biblioteca «Emilio Alarcos», construida en el campus de El Milán de la Universidad de Oviedo.